# Hans-Klaus Heinz
Hans-Klaus Heinz (* 26. Februar 1927 in Saarbrücken; † 24. Mai 2004 ebenda) war ein deutscher Komponist und evangelischer Pfarrer.

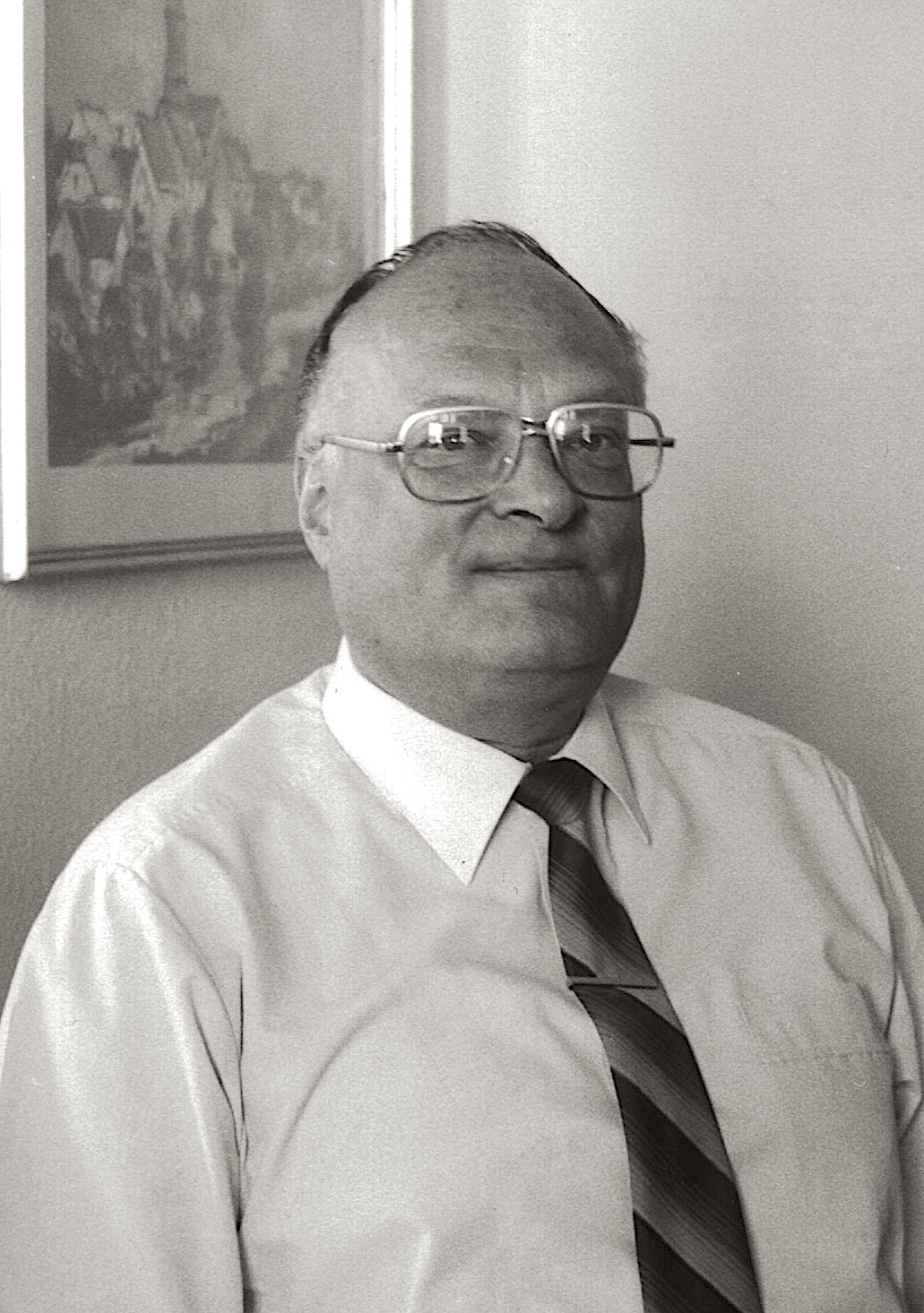
Hans-Klaus Heinz 1987

## Leben
Hans-Klaus Heinz wurde als ältestes von drei Kindern des Alt-Saarbrücker Pfarrers Eduard Heinz und seiner Frau Ruth geb. Uebe geboren. Sein jüngerer Bruder war der spätere Denkmalpfleger Dieter Heinz. Seit 1937 erhielt Hans-Klaus Heinz Unterricht im Klavierspiel und in Musiktheorie am renommierten Saarbrücker Konservatorium Eduard Bornschein. Der Vater Eduard hatte neben Theologie auch Musik und Musikwissenschaft studiert, unter anderem bei Gustav Jenner und Hermann Grabner. Seit 1925 war Karl Rahner Kantor an der Saarbrücker Ludwigskirche, von ihm wurde Hans-Klaus Heinz in Orgelspiel und Chorleitung unterrichtet. Eduard Heinz war Mitglied der Bekennenden Kirche.
1943 wurde Heinz als Luftwaffenhelfer eingezogen, im Frühjahr 1945 kam er noch zum Reichsarbeitsdienst und geriet in Frankreich in amerikanische Kriegsgefangenschaft, aus der er noch im gleichen Jahr wieder entlassen wurde.
1946 legte er am Saarbrücker Ludwigsgymnasium das Abitur ab und studierte danach Theologie und Musikwissenschaft (Komposition) an den Universitäten Heidelberg, Mainz und Bonn. 1951 legte er das erste Theologische Examen ab und wurde Vikar in Neukirchen-Vluyn. Nach dem Abschluss des Predigerseminars Wuppertal 1952 wurde er Vikar in St. Wendel. Nach dem zweiten Examen 1953 wurde er ordiniert und als Hilfsprediger nach Wiebelskirchen eingewiesen, wo er kurz darauf seine erste Pfarrstelle übernahm. 1964 wechselte er auf die Pfarrstelle nach Gersweiler, wo er bis zu seiner Pensionierung 1989 blieb. Seinen Ruhestand verbracht er auf dem Rodenhof in Saarbrücken, wo er noch am 1. Januar 2004 seine letzte Predigt hielt. Nach kurzer schwerer Krankheit verstarb er im Mai 2004 und wurde im Familiengrab auf dem Saarbrücker Hauptfriedhof beigesetzt.

## Werke
Von Hans-Klaus Heinz liegt ein umfangreiches kammer- und kirchenmusikalisches Schaffen vor. Die Musik kam im Wesentlichen bei Kirchen- und Hauskonzerten in Saarbrücken, Wiebelskirchen und Gersweiler zur Aufführung. Am 28. Februar 2002 fand im Dietrich-Bonhoeffer-Haus in Saarbrücken ein großes Festkonzert zum 75. Geburtstag des Komponisten statt, bei dem ausschließlich Werke von Eduard und Hans-Klaus Heinz zur Aufführung kamen. Von den Werken Hans-Klaus Heinz’ sind bisher veröffentlicht:
Werke auf Tonträgern:
- Die Gersweiler Introiten eingespielt vom Ev. Kirchenchor Dudweiler unter Erich Nikolaus, MusicCassette mit begleitendem Textheft, Saarbrücken 1989

Musikalische Werke im Druck:
- Sechs gregorianische Introiten zur Passionszeit op. 112 (1984), hrsg. von Thomas Bergholz 1991
- Die Gersweiler Introiten hrsg. von Joachim Conrad, Pforzheim 1992
- Herr, unser Herrscher Psalm 8 für Sologesang, Chor und Orgel op. 56 (1963), hrsg. von Joachim Conrad 1997
- Auf diesen Tag bedenken wir Choralkantate für Sopran, Chor, zwei Violinen und Orgel op. 58 (1964). Mit einer Einleitung von Ralf Krömer hrsg. von Joachim Conrad 1997
- Lieder aus den 'Verklingenden Weisen' von Louis Pinck für Sopran und Klavier op. 53 (1959), hrsg. von Thomas Bergholz 1998
- Vier Choralbearbeitungen op. 93, hrsg. von Thomas Bergholz 1999
- Mein schönste Zier und Kleinod Partita in Fassungen für Orgel, für Klavier zu vier Händen und für Streichquartett op. 50 (1961), hrsg. von Thomas Bergholz 2002
- Vier Lieder aus 'Herbstfeuer' von Ricarda Huch für Sopran und Klavier op. 71 (1968), hrsg. von Thomas Bergholz 2002
- Vier Gesänge aus dem Lied der Lieder für Sopran und Klavier op. 67 (1967), hrsg. von Thomas Bergholz 2002
- 13 Choralbearbeitungen für 2 bis 5 Blockflöten op. 5, op. 28 und op. 93, hrsg. von Thomas Bergholz 2019

Weitere Veröffentlichungen:
- Pfarrer Adolf Fauth als Volkssschriftsteller. In: 200 Jahre Evangelische Kirche. Beiträge zur Geschichte der ev. Kirchengemeinde Gersweiler, hrsg. von Kurt Groth, Saarbrücken 1984
- Vier Homilien zum Buch Tobias. In: Et Exaltavit Humiles. Festschrift für Wolfgang Müller, hrsg. von Joachim Conrad, Saarbrücken 1991.